# Sibila Camps
Sibila Camps (Buenos Aires, 16 de noviembre de 1951) es una periodista y escritora argentina, docente en periodismo, y especialista en cobertura y comunicación sobre desastres. Se desempeñó en varios medios gráficos, y hasta mayo de 2013 en el diario Clarín, donde trabajó durante 30 años.
Su padre fue el compositor, musicólogo y crítico musical argentino Pompeyo Camps (1924-1997), y su madre la cantante Mary de Camps.

## Biografía
Entre 1959 y 1966 estudió danza clásica con Aída Mastrazzi y en la Escuela Superior de Danzas del Teatro Colón. En 1974 egresó de la Alianza Francesa de Buenos Aires, tras haberse especializado en traducción e interpretación. Al año siguiente (1975) completó el curso pedagógico de esa institución y comenzó a desempeñarse como docente, hasta marzo de 1983. En 1976 egresó de la Facultad de Filosofía y Letras de la Universidad de Buenos Aires, como profesora para la enseñanza secundaria y especializada en Literatura y Lenguas Modernas.
En 1977 inició su carrera periodística en el diario La Opinión (Buenos Aires), donde trabajó hasta su cierre, en 1981, fundamentalmente en la sección Espectáculos y en el suplemento cultural. Durante 1982 cubrió las áreas de música popular y danza en el diario Convicción. Entre 1979 y 1983 colaboró en las revistas VSD (Viernes, sábado, domingo), Vigencia, Plural y Búsqueda, y de manera permanente en la revista Humor, Salimos, en la revista del diario La Nación y en la agencia de noticias ANSA.
En 1983 ingresó al diario Clarín, donde trabajó durante treinta años (hasta mayo de 2013) como redactora full time en la sección Información General - Sociedad, con aportes en otras secciones. Si bien ha abordado todo tipo de temáticas, ha desarrollado con mayor especialización y frecuencia la cobertura de desastres y emergencias y notas sobre salud, medioambiente, comunidades indígenas, problemática social y cultura. Varios de esos trabajos han merecido premios y distinciones, como las otorgadas por ADEPA (Asociación de Entidades Periodísticas Argentinas) y la SIP (Sociedad Interamericana de Prensa).
Entre 1982 y 1983 fue integrante de la Comisión Coordinadora y encargada de la Subcomisión de Prensa de Músicasiempre (equivalente de Teatro Abierto). En 1984 participó como disertante en el Segundo Taller Latinoamericano de Música Popular, realizado en Rosario (provincia de Santa Fe) por la Escuela de Músicos de esa ciudad y por el Taller Uruguayo de Música Popular.
Entre 1982 y 1989 tomó parte activa en movimientos de apoyo a la música popular argentina e intervino en mesas redondas sobre el tema, y como jurado de concursos y festivales en varias ciudades del interior.
Entre 1984 y 1989 trabajó como crítica de música popular en la sección Espectáculos del diario Clarín. En ese período también condujo el programa musical diario Bombos y platillos, por LRA Radio Nacional. Entre 1987 y 1989 fue codirectora y productora artística de la Alternativa Musical Argentina, que realizó encuentros artísticos con músicos de todas las provincias y de países limítrofes en las ciudades argentinas de Buenos Aires, Córdoba, Mar del Plata, Mendoza, Paraná y Santa Fe.
A partir de 1994 inició una tarea docente en el periodismo, dirigida en particular a la capacitación por empresas y en temáticas específicas, sobre todo la cobertura y la comunicación de desastres y emergencias ―área en la que también realiza consultorías―, y el ejercicio del periodismo en situaciones de riesgo. Ha dictado cursos y seminarios en universidades y diarios de Argentina, Bolivia, México y Perú. Además, invitada por la Sociedad Interamericana de Prensa (SIP), ha conducido talleres de perfeccionamiento en Ecuador, Estados Unidos, Guatemala, Honduras, Nicaragua y Paraguay.
En 1996 coordinó la realización del espectáculo Atahualpa × Jairo y participó en su producción artística.
Desde fines de 2008 integra la red PAR (Periodistas de Argentina en Red) – por una comunicación no sexista, conformada por más de 150 profesionales de quince provincias.

### Gráfica
Se dedica al periodismo desde 1977. Trabajó en varios medios gráficos: como redactora permanente en los diarios La Opinión (1977-1981) y Clarín (enero de 1983-mayo de 2013), y como colaboradora en las revistas Humor, Salimos, VSD y la revista del diario La Nación, entre otras.

### Docencia
Es docente en cobertura y comunicación sobre desastres.
- Durante 1996 fue profesora titular de Práctica del Periodismo Gráfico y de Técnicas de la Investigación Periodística en la Escuela Superior de Periodismo del Instituto Nuestra Señora de Luján, en San Nicolás (provincia de Buenos Aires, Argentina).
- Tres talleres sobre Redacción periodística - Niveles I y II, dictados para ADEPA en Buenos Aires (junio de 1996, junio de 1998 y marzo de 1999).
- Taller sobre Cobertura de catástrofes, dictado para ADEPA en Buenos Aires (julio de 1998).
- Taller de cobertura de catástrofes y accidentes en medios de transporte, en la Universidad de Cuyo, organizado por el Ministerio de Salud de la Provincia de Mendoza. Se incluyó el simulacro de cobertura, a partir del simulacro de un desastre aéreo en el aeropuerto de El Plumerillo (5, 6 y 7 de julio de 1999).
- Seminario-taller sobre cobertura de catástrofes en Managua (Nicaragua), organizado por la Sociedad Interamericana de Prensa (SIP), destinado a periodistas, editores y reporteros gráficos de países de América Central (19 y 20 de abril de 2001).
- Seminario-taller sobre cobertura de catástrofes en San Pedro Sula (Honduras), organizado por la Sociedad Interamericana de Prensa (SIP), destinado a periodistas, editores y reporteros gráficos de países de América Central (6 y 7 de noviembre de 2001).
- Seminario-taller sobre Riesgos en el ejercicio del periodismo en Quito (Ecuador), organizado por la Sociedad Interamericana de Prensa (SIP), destinado a periodistas y reporteros gráficos del Ecuador (14, 15 y 16 de abril de 2004).
- Participación en un seminario-taller sobre Riesgos en el ejercicio del periodismo en Asunción (Paraguay), organizado por la Sociedad Interamericana de Prensa (SIP), destinado a periodistas y reporteros gráficos del Paraguay (mayo de 2004).
- Seminario-taller sobre Riesgos en el ejercicio del periodismo y cobertura de desastres y emergencias en la ciudad de Guatemala, organizado por la Sociedad Interamericana de Prensa (SIP), destinado a periodistas, editores y reporteros gráficos de Guatemala (agosto de 2004).
- Tres talleres sobre Riesgos en el Ejercicio Del periodismo para los periódicos Healy (de México), El Imparcial (de Hermosillo); La Crónica (de Mexicali), y Frontera (de Tijuana), del 20 al 25 de junio de 2005.
- Seminario-taller sobre Riesgos en el Ejercicio del Periodismo en San Pedro Sula (Honduras), organizado por la Sociedad Interamericana de Prensa (SIP), destinado a periodistas y reporteros gráficos de Centroamérica (27 y 28 de junio de 2005).
- Seminario-taller sobre «Un replanteo de la cobertura de catástrofes a partir del huracán Katrina», organizado en Miami (Estados Unidos) por la Sociedad Interamericana de Prensa (SIP), destinado a periodistas y reporteros gráficos de medios hispanos de Estados Unidos y de América Central (10 y 11 de noviembre de 2005).
- Taller sobre Pautas de los medios de comunicación en la cobertura de desastres y emergencias, en el marco del Taller de Formación y Capacitación Segundas Jornadas Nacionales de Comunicadores Institucionales en Salud sobre Pandemia de Influenza y Gripe Aviar, organizadas por el Ministerio de Salud y Ambiente de la Nación, destinado a jefes de prensa y comunicación de los ministerios de Salud de las provincias argentinas. Buenos Aires (13 y 14 de junio de 2006).
- Curso-taller sobre Redacción periodística, en el Departamento de Comunicación de la Legislatura de Río Negro (Viedma, junio y julio de 2007).

#### Actividades docentes conjuntas de Sibila Camps y Luis Pazos
- Cinco talleres sobre Periodismo de Investigación en el marco del Programa COPEA de la Asociación de Entidades Periodísticas Argentinas (ADEPA) - Buenos Aires (1994), Santiago del Estero (1995, auspiciado por el diario El Liberal); Buenos Aires, Periodismo de investigación II (1995), y Periodismo de Investigación I y II (1996).
- Taller sobre Periodismo de Investigación en la Universidad Nacional de Río Cuarto, auspiciado por el diario Puntal de dicha ciudad cordobesa (julio de 1995).
- Taller sobre Periodismo de Investigación en la ciudad de Mendoza, auspiciado por el Centro de Investigaciones en Comunicación y la Universidad "Juan Agustín Mazza" (setiembre de 1995).
- Tres talleres sobre Periodismo de Investigación en la Universidad Católica Argentina de Buenos Aires (dos en 1995 y uno en 1997).
- Taller sobre Periodismo de Investigación en la Escuela de Periodismo del Círculo de la Prensa de Buenos Aires (1996).
- Taller sobre Entrevista Periodística y Reportaje, en ADEPA (diciembre de 1996).
- Curso-taller de cuatro meses sobre Cobertura de Hechos Policiales en el Centro de Capacitación Profesional de la Unión de Trabajadores de Prensa de Buenos Aires (1994).
- Taller sobre Cobertura de Catástrofes y Emergencias, dictado en la Facultad de Periodismo de la Universidad "Juan Agustín Mazza" (Mendoza, junio de 1995).
- Tres talleres sobre Redacción Periodística, dictados para ADEPA en Trenque Lauquen, provincia de Buenos Aires (octubre de 1995), auspiciado por el diario La Opinión, y en Concepción del Uruguay, provincia de Entre Ríos (agosto de 1996), auspiciado por el diario La Calle; y para la Universidad Nacional de La Rioja (octubre de 1996).
- Curso-taller sobre Introducción a la Práctica del Periodismo Gráfico, destinado a alumnos avanzados de la Universidad Nacional del Comahue, organizado por el diario Río Negro (General Roca, provincia de Río Negro,1997) dentro del Programa COPEA de ADEPA.

## Libros
- Así se hace periodismo. Manual práctico del periodista gráfico

- Periodismo sobre catástrofes: cómo cubrir catástrofes, emergencias y accidentes en medios de transporte. Colección Medios y comunicación. Ed. Paulinas, 299 pp. ISBN 9500912767, ISBN 9789500912761 (1999)

- Cómo cubrir catástrofes, emergencias y accidentes en medios de transporte.

- Justicia y televisión. La sociedad dicta sentencia (ensayo).

- Mil trucos para cuidar el centavo y ahorrar tiempo y esfuerzos (libro de servicios).

- Fiesta de San Sebastián, en Las Ovejas y el norte neuquino (reportaje).

- CAMPS, Sibila; y PAZOS, Luis (1995). Ladran, Chacho. ¿Quién es Carlos "Chacho" Álvarez, líder del Frente Grande?. Buenos Aires: Sudamericana.[2]

- Sibila Camps, Luis Pazos (1997). Así se hace periodismo: manual práctico del periodista gráfico, volumen 8. Buenos Aires: Paidós (Estudios de Comunicación). 331 págs. ISBN 9501227081, ISBN 9789501227086.[3]

- Camps, Sibila (1999). Periodismo sobre catástrofes.[4]

- El sheriff. Vida y leyenda del Malevo Ferreyra.

- 2013: La red. La trama oculta del caso Marita Verón. Buenos Aires: Planeta.[5]

## Premios
- 1993: Premio ADEPA (Asociación de Entidades Periodísticas Argentinas) en la categoría «Bien público», por la cobertura de las inundaciones del río Salado y del brote de cólera en la Argentina en 1993.
- 1994: Premio Isalud, otorgado por la Fundación Isalud en 1994, en la categoría Medios de Comunicación Gráficos.
- 2002: Mención Honorífica en los Premios SIP (Sociedad Interamericana de Prensa) 2002, en la categoría Crónica, por la serie de notas "Los pueblos indígenas".
- 2002: Tercer Premio del Concurso Periodismo y Salud, organizado por Merck Sharp & Dohme Argentina en 2002, por la nota "Un pueblo se une para luchar contra la hepatitis".
- Premio Nacional Periodista Amigo/a de la Infancia 2007, otorgado por la Agencia Nacional de Noticias por los Derechos de la Infancia de Bolivia (ANNI Bolivia). Mención especial “por su interés y compromiso social demostrado en su trabajo periodístico en favor de los derechos humanos de los niños, niñas y adolescentes de la colectividad boliviana en Argentina”, por las notas sobre tráfico y trata de menores bolivianos (ver notas).
- 2008: Premio a las Buenas Prácticas Antidiscriminatorias 2008, otorgado por el Instituto Nacional contra la Discriminación, la Xenofobia y el Racismo (INADI).
- 2009: Mención Honorífica en los Premios SIP (Sociedad Interamericana de Prensa) 2009, en la categoría Derechos Humanos y Servicio a la Comunidad, por las notas sobre tráfico y trata de mujeres y niñas (ver notas).